# Municipio de North Branch (Minnesota)
El municipio de North Branch (en inglés: North Branch Township) es un municipio ubicado en el condado de Isanti en el estado estadounidense de Minnesota. En el año 2010 tenía una población de 1779 habitantes y una densidad poblacional de 19,62 personas por km².

## Geografía
El municipio de North Branch se encuentra ubicado en las coordenadas 45°30′57″N 93°4′11″O / 45.51583, -93.06972. Según la Oficina del Censo de los Estados Unidos, el municipio tiene una superficie total de 90.65 km², de la cual 89,39 km² corresponden a tierra firme y (1,39 %) 1,26 km² es agua.

## Demografía
Según el censo de 2010, había 1779 personas residiendo en el municipio de North Branch. La densidad de población era de 19,62 hab./km². De los 1779 habitantes, el municipio de North Branch estaba compuesto por el 96,74 % blancos, el 0,45 % eran afroamericanos, el 0,51 % eran amerindios, el 0,73 % eran asiáticos, el 0,17 % eran de otras razas y el 1,41 % eran de una mezcla de razas. Del total de la población el 1,85 % eran hispanos o latinos de cualquier raza.